# Stanisław Kopyciński
Stanisław Kopyciński herbu Kopacz – sędzia ziemski halicki w 1586 roku.
Poseł na sejm 1582 roku z ziemi halickiej, poseł na sejm pacyfikacyjny 1589 roku z ziemi trembowelskiej.
W 1589 roku był sygnatariuszem ratyfikacji traktatu bytomsko-będzińskiego na sejmie pacyfikacyjnym.